# Braunia attenuata
Braunia attenuata là một loài Rêu trong họ Hedwigiaceae. Loài này được (Mitt.) A. Jaeger mô tả khoa học đầu tiên năm 1871.